# Großharras
Großharras è un comune austriaco di 1 117 abitanti nel distretto di Mistelbach, in Bassa Austria; ha lo status di comune mercato (Marktgemeinde). Nel 1969 ha inglobato il comune soppresso di Diepolz e nel 1971 quello di Zwingendorf.